# Châtelineau
Châtelineau (en wallon Tcheslinea) est une section de la ville belge de Châtelet située en Région wallonne dans la province de Hainaut. C'était une commune à part entière avant la fusion des communes de 1977. Ses habitants sont appelés les Castellinois.

## Étymologie
Le diminutif de castellum est Castellinum qui signifie château en latin. En 1079 est déjà question du château de Chestelineal, jugé petit en comparaison avec celui de Chastelin qui signifie Châtelet qui est situé sur l'autre rive de la Sambre.
Le terme de Chestelineal est trouvé en 1247, qui devient Kaisteliniel en 1265, Castellinal en 1292, Chastelinial en 1219, Chasteliniels en 1343. En 1380 et 1417, l'ancienne forme Chestelineal réaparaît et une lettre qui change donne Chestelinial en 1436 et 1466. Le nom Chastelineau apparaît en 1444 et se retrouve en 1468, 1481, 1545, 1556, 1559, 1580, 1591, 1618, 1626, 1629, 1632, 1679, 1680, 1682, 1698. 
La forme la plus employée, dont sera remplacé par un accent circonflexe pour donné Châtelineau en 1713, 1737, 1768, 1780, 1781 et plus tard.  En 1733 et 1755 on trouve Chattelineau et Chatelineau (sans accent) en 1757, mais ces formes sont incorrectes.
On connaîtra entretemps ce nom : Chastelinia, en 1470 : Chastelinea, en 1481, 1500, 1514, 1527, formes proches du nom wallon Tcheslinia que porte actuellement la localité. On a aussi en 1685 Castellineaux.

## Géographie

### Géologie
La couche arable a une profondeur moyenne de 50 centimètres environ. Le sol est généralement argileux. Par endroits, il est sablonneux ou schisteux. On voit de ces affleurements schisteux. Le sous-sol est généralement houiller. Les veines de houille sont intercalées entre des couches de grès et de schistes. Ces roches des bords de la Sambre, ainsi que celles des rives de la Meuse, datent de l'ère primaire.

### Limites
Châtelineau est entourée par Fleurus, Farciennes, Pironchamps, la Sambre qui sépare de Pont-de-Loup et de Châtelet, Montignies-sur-Sambre et Gilly.

#### Enclave
Une enclave de Châtelet située sur la rive gauche de la Sambre où s'élevait les Laminoirs de Châtelet, rappelle l'ancien tracé de la rivière, qui à été rectifiée pour facilité la navigation et pour empêcher les inondations.

### Morphologie urbaine

#### Quartiers, lieux-dits et cités

##### Quartiers
Châtelineau possède plusieurs quartiers :
- Taillis-Pré se situe entre Fleurus et Gilly.
- La Vallée, dont une rue porte le nom.
- Châtelineau-centre.
- Corbeau se situe aux confins de Gilly et de Montignies-sur-Sambre.

##### Lieux-dits
- Les Hayettes, se situe près de la place Wilson. Diminutif du mot haies[4].
- Les Six-Bras, nom donné au carrefour des rues Maréchal Foch, Chaussée de Gilly, rue du Chemin de fer et rue du Général Leman, situé entre la gare et la place d'Arenberg.
- Les Haies, à proximité de la cité Leburton.
- Chant des Oiseaux, sur les hauteurs de la localité.
- La Floche, situé à proximité de la route de la Basse-Sambre.
- Sart du Fayt, à la limite avec Gilly.
- Les Mottards, situé dans le quartier du Corbeau.
- Le Faleau, situé entre la Sambre et la chaussée de Gilly, le nom vient de la brasserie du Faleau.
- Les Pays-Bas, situé à l'ouest, nom donné au puits no 8, du Trieu-Kaisin.
- Les Masuirs, situé dans le quartier du Taillis-Pré.
- Les Campagnes, situé au nord-est de la localité, où il y a un quartier d'habitations sociales.
- Dessus l'Etang, situé entre le quartier du Corbeau et le quartier des Haies, à proximité du R3.
- Au Calvaire, situé au centre de la localité, nom donné au calvaire qui se situe près du cimetière de Châtelineau-Centre.
- Grand Trieu, situé et à la limite avec Pironchamps, au nord de la route de la Basse-Sambre.
- Les Masuages, situé au nord, à proximité du quartier du Sart-Allet sur Gilly.
- La Chambre, situé au sud, à l'entrée de Châtelet après le ring sur l'ancien lit de la Sambre.
- Campagne des Marchands, situé près du terril no 8 du Trieu-Kaisin.
- Au no 8, situé à la limite avec Pironchamp, le nom vient d'un ancien puits de charbonnage de la concession du Gouffre.

##### Cités et résidences
Châtelineau possède plusieurs cités et résidence d'habitations.
- Cité des Frères Réunis.
- Cité Louis Van Laere.
- Cité Louis Dumont.
- Cité « Les Crocus ».
- Cité Edmond Leburton.
- Cité des Corvées.
- Résidence Bel Air.
- Quartier du Grand Trieu.
- Résidence Les Mimosas.

#### Terrils
- Terril no 7[Note 1].
- Terril no 8, dit des Pays-Bas[Note 2].
- Terril Sébastopol, accolé au terril des Pays-Bas[Note 3].

### Hydrographie

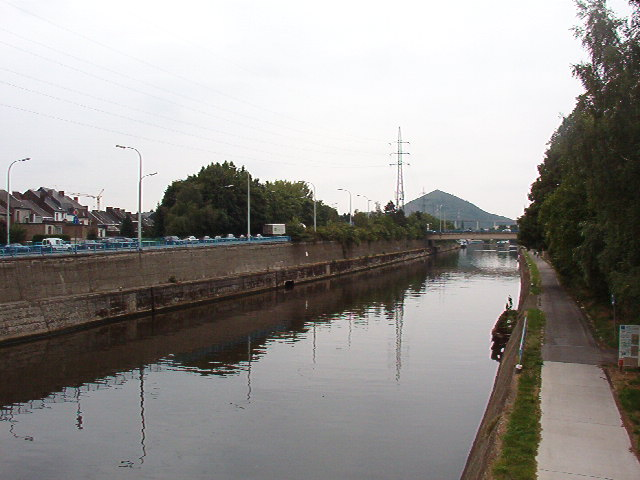
La Sambre sur la rive droite à Châtelineau

Ruisseau de Soleilmont, il prend sa source au Wainage, à Farciennes. Il a trois affluents :
- Le Taillis-Pré prend naissance à la ferme de Fontenelle, au Wainage, à 179 m d'altitude. Avant son confluent, ce ruisselet marque la limite sur 1 200 m entre Fleurus et Farciennes.

- Le Bois-du-Roi commence entre la ferme d'Appaumée, à Heppignies, et la gare de Vieux-Campinaire, à 175 m d'altitude. Il sépare Fleurus d'Heppignies sur 1 600 m, de Ransart sur 825 m et de Gilly sur 700 m.

- Le Sart-Culpart prend sa source près de la gare du Sart-Allet.

Le ruisseau de Soleilmont atteint parfois une profondeur de 50 centimètres et une largeur moyenne de 1,50 m. Il sépare Châtelineau de Fleurus sur 1 300 m jusqu'à l'abbaye de Soleilmont. Autrefois, il alimentait l'étang et le moulin à eau de l'abbaye. Ensuite, il traverse Gilly, entre à Châtelineau près de l'ancienne oseraie à 110 m d'altitude, et alimentait un étang d'un hectare comblé en 1924. On y trouve également le ruisseau de Gomainrou.

### Géographie paroissiale
Saint-Barthélemy, paroisse de Châtelineau, paroisse Saint-Antoine (Taillis-Pré), rattachée à la paroisse Saint-Barthélemy en 1876 et érigée en paroisse en 1899, paroisse Sainte-Marie (Corbeau), rattachée à la paroisse Saint-Barthélemy et devenue paroisse vers 1911 (désacralisée), Chapellerie Notre-Dame de Grâce (Pays-Bas), dépendante de la paroisse Saint-Barthélemy en 1955, Chapellerie de l'Enfant Jésus de Prague (La Floche), rattachée à la paroisse Saint-Barthélemy en 1945 (désacralisée).

### Évolution démographique
- Sources : INS, Rem. : 1831 jusqu'en 1970 = recensements, 1976 = nombre d'habitants au 31 décembre.

## Histoire

### Antiquité
À l'arrivée de Jules César, le territoire des Aduatiques englobait les cantons actuels de Châtelet, Charleroi, Gosselies et une grande partie du canton de Seneffe. Les Nerviens se trouvaient à l'ouest d'une ligne passant par Nivelles, le Piéton, la Sambre, le ruisseau de la Hantes, ainsi que le sud de Philippeville et de Dinant.

### Moyen-âge

#### Origines
L'origine de Châtelineau, comme celle de la plupart des communes, reste inconnue. Aux premières traces que l'on peut retrouver, ce n'était qu'un simple hameau dont la seule particularité notable était son "Castellum in aquis", ou château dans l'eau, d'où il tirerait son nom selon l'opinion générale.
À l'origine, la majorité des habitations étaient principalement situées à proximité de l'église, probablement construite par les premiers habitants pour être accessible au plus grand nombre. Un autre facteur qui a poussé les colons à installer leurs cabanes à cet endroit était la protection offerte par le château fort, qui dominait la vallée de la Sambre jusqu'à la Révolution française. À cette époque d'incertitude, où la force brute était quasiment la seule autorité reconnue, les manants se réfugiaient rapidement derrière les murs protecteurs du château, emportant avec eux leurs biens les plus précieux.

#### L'abbaye de Soleilmont
Selon la tradition, bien qu’aucun document ne l’atteste, la fondation de l’abbaye de Soleilmont remonterait au XIe siècle.

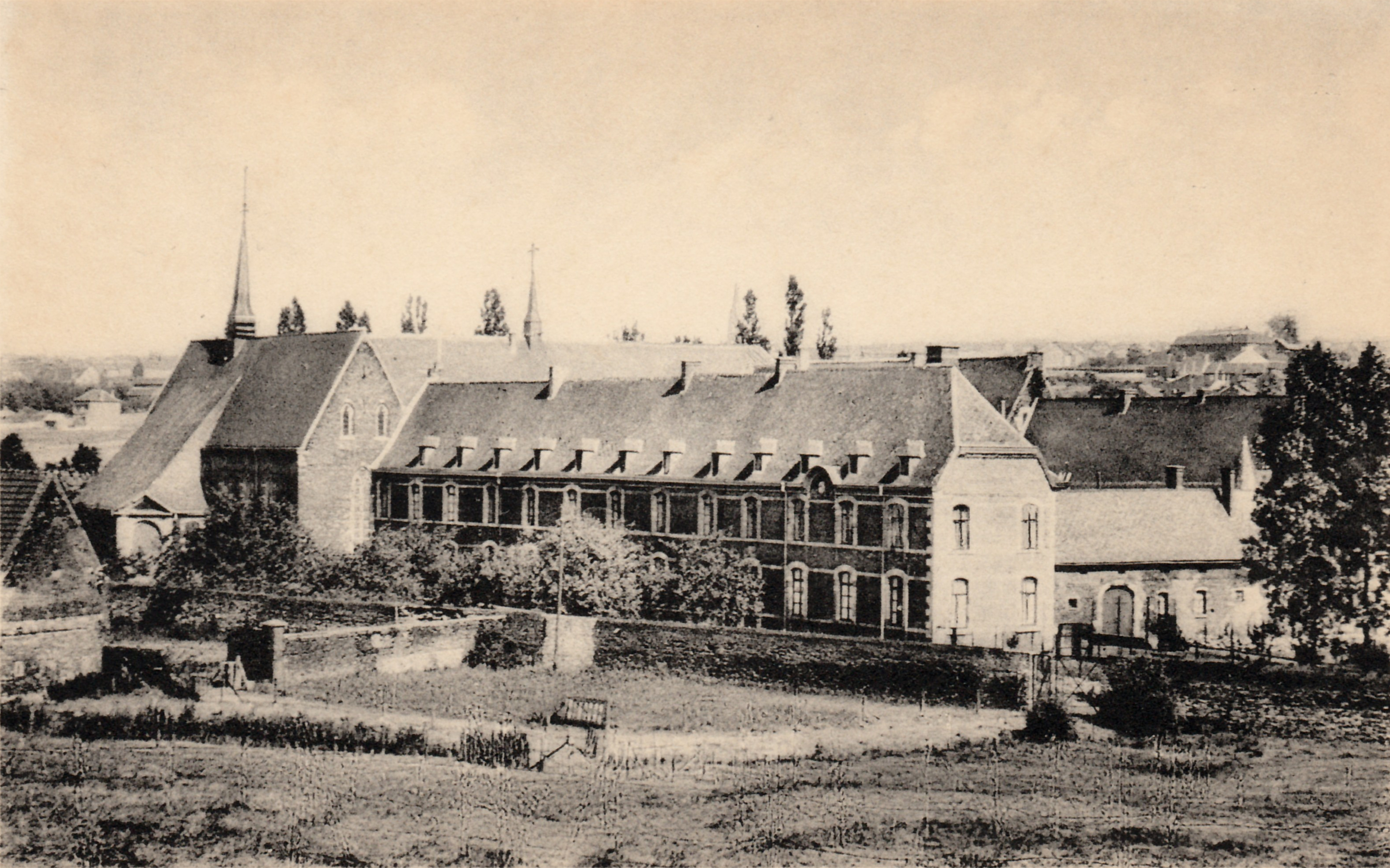
Vue sur l'ancienne abbaye de Soleilmont, avant l'incendie de 1963.

La première mention de l’abbaye remonte à mai 1237, lorsqu’elle est intégrée à l’ordre de Cîteaux et placée sous le contrôle spirituel de l’abbaye d’Aulne. Deux ans plus tard, le pape Grégoire IX la place sous sa protection, un privilège précieux à une époque où l’arbitraire des grands seigneurs dominait.
Cependant, la discipline des moniales de Soleilmont se relâcha, et au XVe siècle, Marie de Senzeilles, de l’abbaye de Marche-les-Dames, vint y rétablir l’ordre. Soleilmont retrouva l’ancienne règle de Saint-Benoît et devint ensuite un centre de réforme pour d’autres couvents des environs.
Les XVIe et XVIIe siècles, marqués par de rares instants de paix, furent une époque où les Pays-Bas espagnols furent le théâtre de conflits incessants entre catholiques et protestants, ainsi qu'entre Français, Allemands, Hollandais et Espagnols.
La région de Charleroi et l’abbaye de Soleilmont ont traversé de nombreux assauts. Pillé et incendié à plusieurs reprises, le couvent commence le XVIIIe siècle dans une grande précarité. Depuis la première donation en 1237, son domaine n’a cessé de croître, mais il est aujourd’hui en ruines.
Pour soutenir les sœurs, le pouvoir central choisit de les exempter d’impôts et de contributions. Grâce à la gestion judicieuse des abbesses, le patrimoine fut peu à peu reconstitué, atteignant une superficie maximale de 500 à 600 hectares.

#### L'hôpital
Au début du XVIIe siècle, l'historien Grammaye écrivit l'Histoire du Comté de Namur. Il y mentionna qu'en 1079, le Pape Grégoire V, lors de la quatrième année de son pontificat, autorisa la construction d'un hôpital à Châtelineau, avec quatre lits pour les voyageurs, montrant ainsi que l'endroit était un passage très fréquenté. Cependant, Grammaye fit deux erreurs : en 1073, un nouveau Pape avait été élu, ce qui date l'hôpital de 1077. Ce Pape n'était pas Grégoire V mais Grégoire VII, Pape de 1073 à 1085, connu pour ses conflits avec l'Empereur d'Allemagne Henri IV, qui dut se rendre à Canossa. À l'époque, la création d'hôpitaux nécessitait une autorisation papale, et la protection de Rome était essentielle en ces temps troublés. L'hôpital se situait où furent construits, au siècle dernier, les laminoirs de Derlodot, rue Grégoire Soupart.
Le directeur, d'abord religieux puis laïc, était nommé par le seigneur de Châtelineau, signe d'un ancien droit de propriété selon le droit féodal. Parmi les revenus de l'institution, il y avait le Pré de l'Hôpital, où fut édifié le château Pirmez à la Franche-Chambre, près de l'écluse. Ce pré comprenait plus de 6 bonniers : 2 bonniers et demi de prairies, 4 bonniers et 1 mesure de terres arables. En contrepartie, les voyageurs recevaient le gîte, le chauffage, l'éclairage et de la soupe aux pois pendant le carême. L'hôpital subsista jusqu'en 1721. En compensation de la perte de son emploi, le dernier directeur, Leroi, reçut un pré.
La création à Châtelineau d’un hôpital pour les voyageurs montre clairement que cette commune était un lieu de passage important, particulièrement pour les voyageurs pauvres, très nombreux à l’époque, d’autant plus que les longs pèlerinages étaient alors très populaires.

#### Seigneurie
Châtelineau fut disputée entre le Prince-Évêque de Liège et le Comte de Namur, mais le Pape trancha en faveur de ce dernier en 1375. Parmi les familles seigneuriales figurent : Chestelinaeal (XIIIe siècle), Glimes (XIVe siècle), Du Bois (XVe siècle), Mérode (XVIe – XVIIIe siècles), De Gand dit le Vilain (XVIe – XVIIe siècles), et Arenberg (XVIIIe siècle). Le seigneur de Châtelineau possédait un château, des terres, des prés, des sources, des brasseries, des moulins, des rentes, une cour de justice ainsi que tous les droits seigneuriaux, tels que la taille, les corvées, les cens et divers autres droits et redevances.

### Temps modernes
En 1503, une Grande Charte a été accordée aux habitants de Châtelineau.
De 1506 à 1515, Marguerite d'Autriche, tante de Charles-Quint, fut régente de nos provinces. En 1513, des troupes traversèrent Châtelineau mais, semble-t-il, sans causer de dégâts. Dès 1521, la guerre éclata entre Charles-Quint et François 1er, roi de France, et dura plusieurs années. Le 23 décembre 1540, Charles V passa par Fleurus. Début août 1542, après avoir menacé Anvers, rançonné Louvain ainsi que les abbayes de Gembloux et Aubenton, 16 000 Gueldrois, menés par le cruel maréchal Van Rossem, pillèrent Châtelineau et Châtelet, logèrent à Florennes et assiégèrent Yvoir. Cette même année, le roi de France Henri II tenta en vain de prendre Châtelet. En 1544, il y séjourna avant de passer à Châtelineau, qui ne subit aucun dommage, fit incendier Gilly par ses troupes et poursuivit vers Jumet.
Le 8 février 1579, les Hollandais prirent possession du château de Châtelineau et s'y installèrent aux frais de la communauté. Ils montaient la garde depuis le clocher, et le tambour retentissait à chaque changement de garde ou à l'approche d'une troupe suspecte.
En 1651, Châtelineau accueillit le prince de Chimay, gouverneur de Namur, avec les honneurs. On lui offrit un bateau de foin d'une valeur de 44 florins, un bœuf estimé à 22 florins et demi, ainsi que 10 florins pour le transport de l'animal jusqu'à Namur. Le 25 novembre de la même année, le prince de Condé fit également une visite, durant laquelle ses officiers reçurent du vin.
En 1690, le gouverneur espagnol de Charleroi se rendit, accompagné de sa suite, au château de Châtelineau. Le 1er juillet, le maréchal de Luxembourg triompha des Espagnols et des Allemands dirigés par le prince de Waldeck lors de la célèbre bataille de Fleurus, où 6 000 soldats alliés furent mis hors de combat. Châtelineau subit l'incendie de 35 maisons, fut rempli de blessés et dut verser une taille de 1125 livres au maréchal de Luxembourg, établi à Farciennes.
En 1691, les soldats du Prince-Évêque de Liège, sous le commandement de T'Serclaes de Tilly, passèrent par Châtelineau.
Le 5 août 1778, une société a été fondée pour exploiter la veine « Le Gouffre ». Parmi ses principaux actionnaires figuraient le seigneur de Châtelineau, le duc Louis-Engelbert d’Arenberg et le vicomte de Sandrouins, tous deux grands industriels et membres éminents de la noblesse locale. Pendant la période agitée allant de la fin de l’Ancien Régime à la Révolution de 1830, l’entreprise a changé plusieurs fois de nom et de propriétaires.
Le 29 novembre 1791, des troupes autrichiennes s'installèrent à Châtelineau. François Allard fut chargé de leur construire un campement près du pont de la Sambre. Les Autrichiens tentèrent sans succès de recruter des volontaires wallons.
Entre 1794 et 1796, le château a été démoli sur ordre de la duchesse d'Arenberg. De nombreuses pierres ont été réutilisées pour réparer les chemins communaux.

### Epoque contemporaine

#### XIXesiècle
En 1815, après une défaite dans un bataillon carré dans la commune, les Français deviennent totalement maîtres de la campagne de Châtelineau. La cavalerie Pajol repousse les Prussiens au-delà du bois de Soleilmont et s’y installe pour la nuit. Plusieurs habitants de Châtelineau et de Pironchamps, s’aventurant sur les lieux du combat après la fin des hostilités, reçoivent l’ordre de transporter les blessés à la houillère Sainte-Pauline, le seul bâtiment proche servant d’hôpital improvisé. Cependant, les blessés dispersés dans la campagne des Grands-Trieux sont trop nombreux pour être accueillis dans ce bâtiment ; beaucoup sont alors transportés dans les maisons de Châtelineau et de Pironchamps.
Châtelineau s'est transformée en une cité industrielle avec l'installation de nombreux puits de charbonnage et ateliers de métallurgie. En 1827, la Sambre a été canalisée pour faciliter la navigation, soutenant ainsi la grande industrie qui allait émerger. En 1829, les fondations de quatre hauts fourneaux au coke furent posées : trois par Cockerill et Wilmart, et un par Dupont. Cet événement a radicalement changé Châtelineau. Cette localité, autrefois une commune agricole, est devenue soudainement une commune industrielle. Sa population, jusque-là immuable et paisible, a connu un essor soudain et s'est, en quelque sorte, renouvelée.

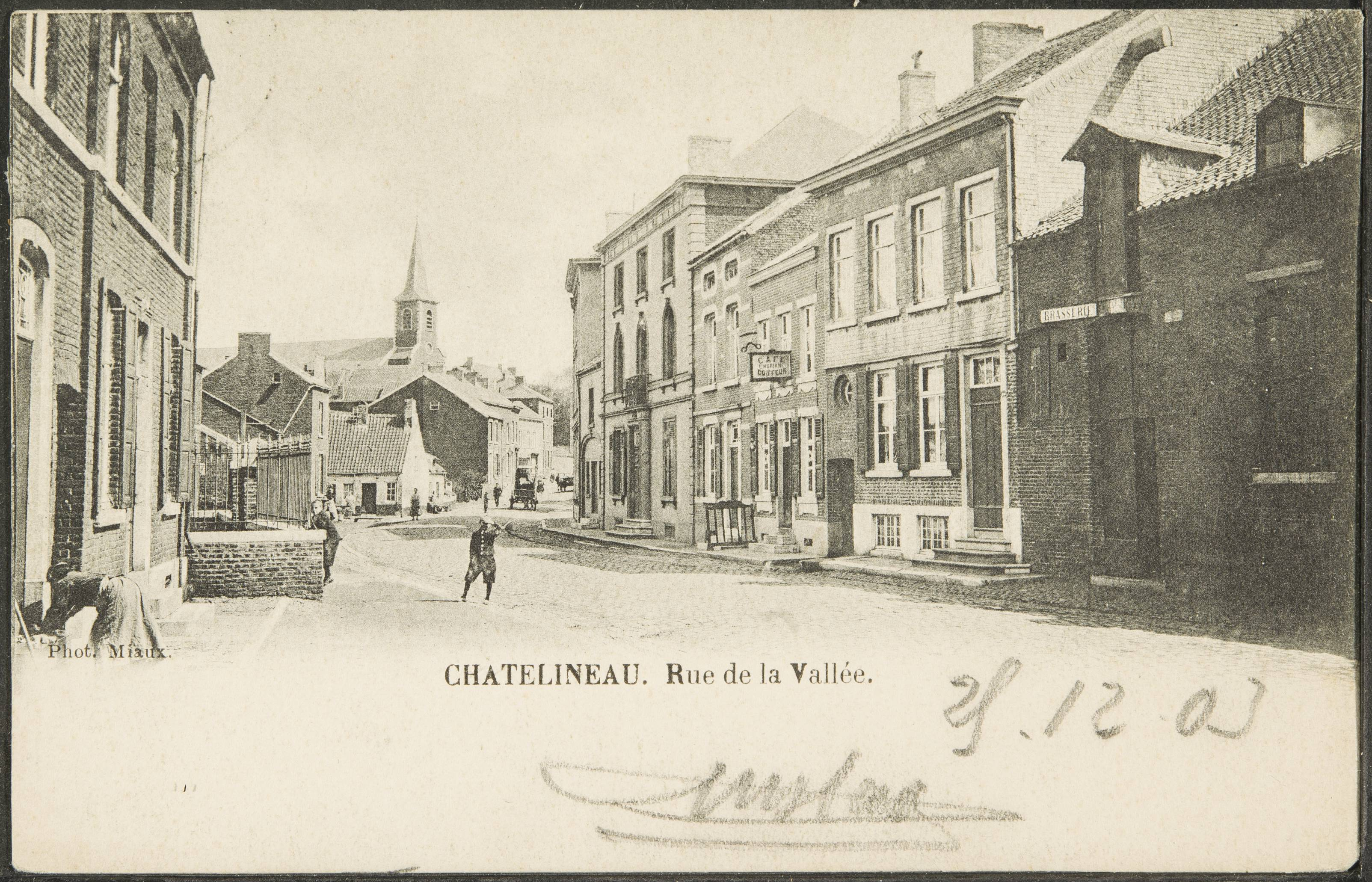
Carte postale illustrant la rue de la vallée dans les années 1900 au fond, l'ancienne église Saint-Barthélemy qui avait été érigée en 1855.

En 1835, deux accidents se produisirent aux charbonnages du Trieux-Kaisin, causés par un coup de grisou, entraînant la mort de 24 mineurs, dont 17 périrent. En 1837, la société du Gouffre a construit un chemin de fer pour transporter du charbon vers la Sambre.
En 1839, l'industrie connaît une croissance rapide : la société anonyme de Châtelineau installe 9 nouvelles machines à vapeur pour alimenter ses hauts fourneaux et ses charbonnages.
En 1866, la fusion avec la Société Anonyme des Hauts Fourneaux, Usines et Charbonnages de Marcinelle et Couillet, appartenant à la Société Générale, fut accomplie. La banque bruxelloise prit ainsi le contrôle des charbonnages de Gendebien.
Après la scission des activités métallurgiques et charbonnières de la Société Générale, les charbonnages de Châtelineau furent réunis le 28 février 1882 au sein de la Société Anonyme des Charbonnages du Gouffre, qui est toujours active aujourd'hui.
La concession, qui s'étend sur 729 hectares, englobe Châtelineau, Gilly et Pironchamps. Les puits no 8 (situé sur la place Jules-Destrée), no 9 (près de l'église du Taillis-Pré) et no 10 (au Sart-Allet) ont été creusés respectivement en 1867, 1903 et 1916.
Le charbonnage du Nord de Gilly a été créé en 1874, suite à la fusion de deux petites sociétés houillères locales : celle du Bois de Soleilmont et celle des XVIII Bonniers de Soleilmont.
Quatorze ans plus tard, la société anonyme des Charbonnages du Nord de Gilly à Fleurus fut officiellement fondée. La propriété fut partagée entre plusieurs familles industrielles de Charleroi et d'ailleurs, comme les Fontaine-Gilbert, les Gilleaux, les Cornil et les Quinet.
La concession couvre plus de 155 hectares répartis entre Gilly, Fleurus, Farciennes et Châtelineau au quartier de Taillis-Pré. L’exploitation s’effectuait via deux puits creusés en 1875 au centre de la concession, dans le bois de Soleilmont.
C’est ainsi qu’à partir de la seconde moitié du XIXe siècle et au début du XXe siècle, avec l’ouverture des puits au Taillis-Pré, le quartier a connu la révolution industrielle et une spectaculaire expansion démographique.
Le 24 mars 1868, une grève éclate aux charbonnages du Gouffre. Les émeutiers, dans la partie basse de la commune, causent des dégâts à la fonderie de M. Jacquemin, aux usines de la Société Anonyme, au plan incliné, au laminoir de M. Gallez, au moulin à vapeur, au laminoir de M. De Dorlodot et enfin aux bureaux du Trieux-Kaisin. Ils se dirigent ensuite vers Montignies-sur-Sambre, où ils rencontrent la troupe près de la fosse de l’Épine, entraînant la mort de 4 habitants de Châtelineau et blessant 7 autres.
Le 19 octobre 1869, une catastrophe vient frapper la population ouvrière, à l'ancienne fosse Sainte-Pauline ayant rencontrés par une galerie du puits no 7 du Gouffre, un violent coup d'eau se produit dans cette galerie et occasionne la mort de 29 personnes.

#### XXesiècle
Pendant la Seconde Guerre mondiale, il y a eu des bombardements sur le Moulin de « La Royale » et sur la gare de formation le 1er mai 1944. Après la Seconde Guerre mondiale, malgré le déclin des charbonnages et leur fermeture définitive, la croissance démographique ne ralentit pas. Cela est dû à une politique planifiée de construction de logements sociaux, qui a conduit à de nombreuses extensions.
La commune de Châtelineau fut fusionnée avec Châtelet et Bouffioulx en 1977.

## Liste des bourgmestres

### Avant l'indépendance belge
- François Colin de 1569 à 1574.
- Armand Delhaize, de 1574 à 1579.
- Léonard Baillereau, de 1579 à 1581.
- Jean Dimanche, de 1581 à 1582.
- Laurent Poces, de 1582 à 1583.
- Martin Mouilliard, de 1582 à 1584.
- Jean Le Berger, de 1584 à 1585.
- François de Gilly, de 1585 à 1586.
- Bartholomé Delbare, de 1586 à 1596.
- Jean Lecheron, de 1588 à 1589.
- Jean Heisne, de 1589 à 1590,
- Jean Hannekart, et Jean Thiry, de 1590 à 1592.
- Jean Thiry, de 1590 à 1593.
- Jean Gossart, de 1594 à 1598.
- Evrard Cousinaux, de 1597 à 1601.
- Adrien Belion, de 1601 à 1602.
- Nicolas de Gilly, de 1602 à 1604.
- François Rochet, de 1606 à 1607.
- Martin Lemaigre, de 1607 à 1608.
- Antoine Pocet, de 1608 à 1609.
- Hubert Bernard, de 1609 à 1610.
- Philippe Simplot, de 1610 à 1621.
- Gérard Pâquet, de 1611 à 1612.
- Lambert Gerbou, de 1612 à 1618.
- Jacques Rochet, de 1614 à 1615.
- Pierre Pocet, de 1615 à 1616.
- Henri Delbare, de 1616, à 1619.
- Mathy Delmotte et François Bertrand, de 1620 à 1626.
- Richard Pocet, de 1626 à 1627.
- Martin Gérard, de 1627 à 1628.
- Mathy Delmotte, de 1628 à 1652.
- François Lenglet, de 1629 à 1630.
- Toussaint Collart, de 1630 à 1631.
- Georges Michaux, de 1631 à 1632.
- Jean Evrard, de 1632 à 1635.
- Mathieu Hosteau, de 1635 à 1635.
- Jean Heisne et Michel Hanus, de 1638 à 1639.
- Charles Croisot, de 1639 à 1640.
- Edouard de Laby, de 1640 à 1642.
- Pierre Grégoire, prêtre, de 1642 à 1644.
- Guillaume Hannekert, de 1644 à 1646.
- Pierre Barra, de 1646 à 1647.
- Charles Gérard, de 1647 à 1649.
- Antoine Foumal, de 1649 à 1650.
- Jean Delire, de 1650 à 1651.
- Noël Marquet, de 1651 à 1653.
- Nicolas Delmotte, de 1653 à 1656.
- Nicolas Monceau, de 1656 à 1657.
- Georges Tilmant, de 1657, à 1663.
- Jacques Leberger, de 1660 à 1661.
- Grégoire Hanus, de 1661 à 1666.
- Léonard Renard, 1666 à 1667.
- Cornil Michel, 1667 à 1668, ce dernier et Philippe Delin, de 1668 à 1669.
- Grégoire Lemaigre, de 1669 à 1670.
- Nicolas Bertrand, de 1670 à 1671.
- Jean Enche, de 1671 à 1672.
- Etienne Martha, de 1672 à 1675.
- Lambert Bertrand, de 1675 à 1676.
- Jean Gérard, de 1676, à 1691.
- Giry d'Arsimont, de 1677 à 1678.
- François Simplot, de 1678 à 1680.
- Feuillen Frère, meunier, de 1682 à 1689.
- Jean Delire, de 1689 à 1690.
- Cornil Mouillart, de 1694 à 1697.
- Jacques Martha, de 1697 à 1701.
- Léonard Sandron, de 1701 à 1702.
- Nicolas Michaux, de 1702 à 1703.
- Pierre Spineto, de 1703 à 1705.
- Nicolas Delmotte, de 1705 à 1707.
- Nicolas Bertrand, de 1707 à 1715.
- Romy Dor, de 1709 à 1710.
- Jean Cisaire, de 1711 à 1712.
- Pierre Delire, de 1712 à 1713.
- Michel Quoiloi, de 1713 à 1714.
- Jean André, de 1714 à 1717.
- François Evrard, de 1717 à 1729.
- Jacques Frère, de 1718 à 1719.
- Philippe Sandron, de 1721 à 1724.
- Jean-François Gérard, de 1724 à 1725.
- François Delforge, de 1725 à 1726.
- Jacques Devillers, de 1726 à 1627.
- Simon Michaux, de 1727 à 1729.
- Jacques Rochet, de 1729 à 1731.
- Mathieu Delforge, de 1731 à 1732.
- Thomas Duvivier, de 1732 à 1733.
- Jean Laurent, de 1733 à 1734.
- Nicolas Duvivier, de 1734 à 1735.
- Nicolas Michaux, de 1735 à 1736.
- Pierre Daubresse, 1736 à 1737.
- Joseph Rochet, de 1738 à 1739.
- Jean-François Berger de 1739 à 1740.
- François Devillers, de 1740 à 1743.
- Jean-François Pirmez, de 1743 à 1744.
- Joseph Briart, de 1759 à 1760.
- Jacques Gallet, de 1760 à 1762.
- Jean Berger, de 1763 à 1665.
- Adrien Allard, de 1766 à 1768.
- Joseph Antoine et Jacques Pocet, de 1768 à 1775.
- Jean Gérard, de 1776 à 1783.
- Guillaume Ledoux et François Gérard, de 1783 à 1787.
- H. Pirmez, de 1787 à 1788.
- Jacques Rochez et Jean-Jacques Lecharon, de 1788 à 1791.
- Jean-François Lardinois, de 1791 à 1794[32].
- Edouard Pirmez, de 1801 à 1802.
- Jean-Antoine Charron, de 1802 à 1806.
- F. A. Hayot, de 1806 à 1818.
- Jean Pirmez, de 1818 à 1825.

### Depuis l'indépendance jusqu'à la fusion des communes
- Pierre Huart, de 1825 à 1837.
- Léon Wilmart, de 1837 à 1840.
- Pierre Huart, de 1840 à 1846.
- Charles Binard, de 1846 à 1851.
- Léonard Pirmez, de 1851 à 1855.
- Louis De Vries, de 1855 à 1858.
- Joseph Lhoest, de 1858 à 1861.
- Léopold Wautiez, de 1861 à 1884.
- Grégoire Soupart, de 1888 à 1906.
- Auguste Binard, en fonction de 1916 à 1921.
- Anna Ponsart[Note 4], en fonction de 1921 à 1925, (POB).
- Désiré Rondeau, de 1927 à 1929.
- Victor Thomas, de 1929.
- Louis Dumont, de 1946 à 1965, (PSB).
- Théophile Toussaint, de 1965 à 1976[33],[Note 5], (PSB).

## Patrimoine et culture

### Patrimoine architectural

#### Religieux

##### Églises
- Église Saint-Barthélemy. La première église fut construite sur un embranchement situé à droite de la place de la Madeleine, connue en 1850 sous le nom de place de la Vallée[34]. La construction de la deuxième église a commencé avec la pose de la première pierre en juin 1855. Les plans ont été conçus par l'architecte Carlier de Nivelles, et le coût total s'est élevé à 45 000 francs. Une fois la nouvelle église achevée, le monument dédié à la famille de Mérode y a été transféré[34]. L'église a été construite en 1911 dans le style néo-roman, grâce à la générosité de Rosalie Pirmez, selon les plans de Jules et Henri Dal de Châtelineau[35].
- Église Saint-Antoine. Elle est située dans le quartier de Taillis-Pré et fut construite vers 1876 par Sylvain Pirmez. Elle resta la propriété de la famille jusqu'en 1897, avant de devenir un bien paroissial[36]. L'église et de style néo-gothique[37].
- Église Sainte-Marie. Entre 1906 et 1907, une église a été construite dans le quartier du « Corbeau ». Dédiée à sainte Marie, elle a été réalisée d'après les plans de l'architecte Valentin Vaerwyck de Gand. Son architecture est de style néo-roman[38].

##### Chapelles
Chapelle Notre-Dame de Grâce et de Beauraing, dite des Pays-Bas construite en 1955 de style moderniste par l'architecte Pol Genard, elle se situe dans le quartier du même nom. Chapelle Notre-Dame de Hal. Chapelle, rue de Taillis-Pré. Chapelle Notre-Dame des Affligés. Chapelle de l'Enfant Jésus (quartier de la Floche). Chapelle, rue Des Essarts. Chapelle Notre-Dame de Lourdes. Chapelle Notre-Dame de Rome, place Louis De Brouckère, accolée au cimetière. Chapelle, rue du Moulin.

##### Bornes-Potales

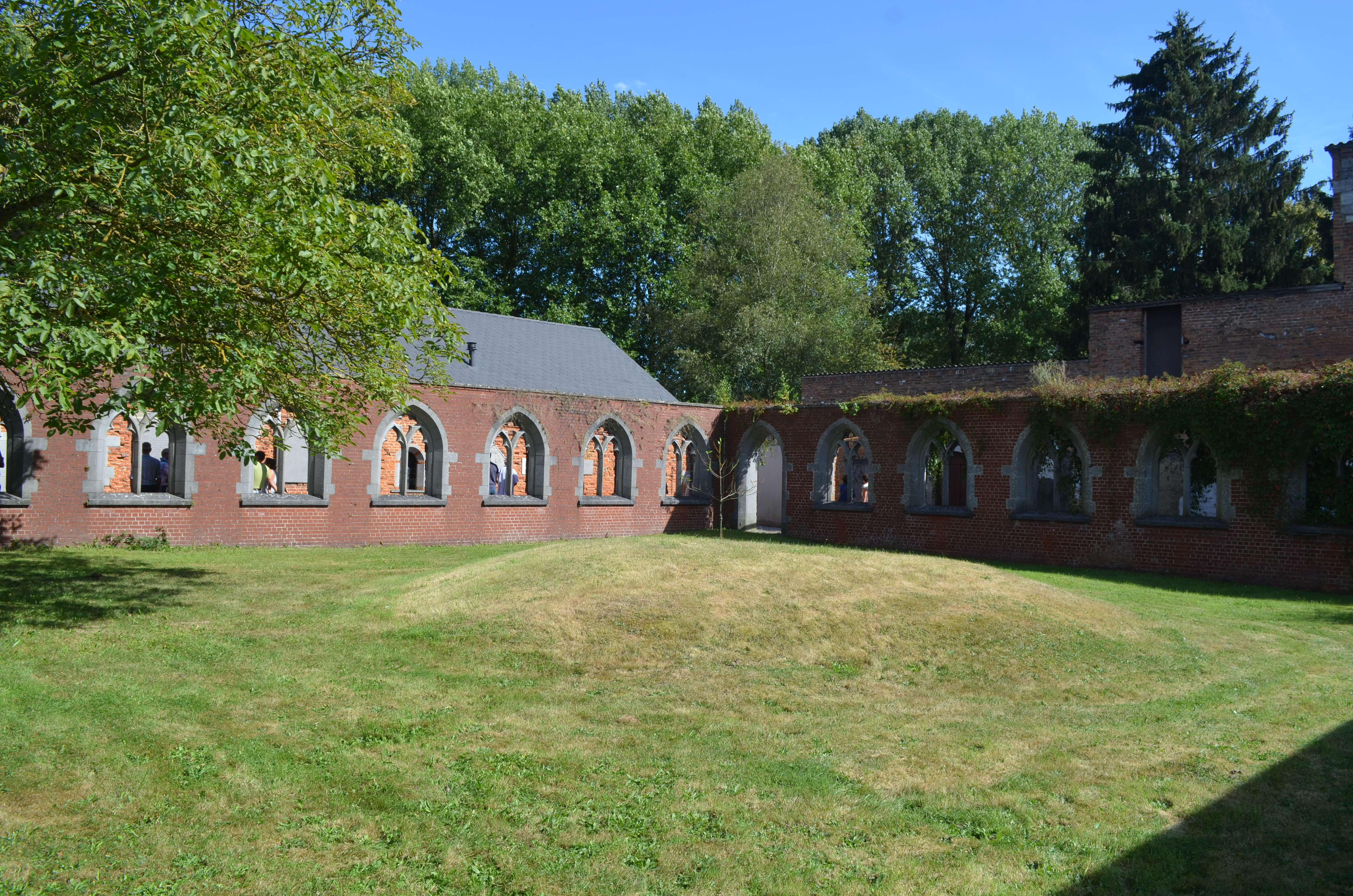
Cloître de l'ancienne abbaye de Soleilmont.

Reposoir Sainte-Anne. Reposoir Sainte-Barbe. Potale Sainte-Thérèse. Potale du Sacré-Cœur. Potale Notre-Dame de Lourdes. Statue du Sacré-Cœur.

##### Abbaye
Ruines de l'abbaye de Soleilmont. L'abbaye de Soleilmont se trouvait sur le territoire de Châtelineauà la frontière entre les communes de Gilly et Fleurus. Elle a été fondée au Moyen Âge (XIe siècle) par le comte de Namur, qui y a installé des religieuses de l'ordre de Saint Benoît. En 1237, le monastère fut intégré à l'ordre de Citeaux et placé sous la direction de l'abbé d'Aulne. Pendant la nuit du 25 au 26 décembre 1963, un incendie d'une rare intensité détruisit complètement le vénérable monastère cistercien. Le 27 septembre 1973, les religieuses cisterciennes emménagèrent dans leur tout nouveau monastère construit dans le bois de Soleilmont, sur le territoire de Fleurus, au lieu-dit « terre à l'Ermitage ».

#### Civils
- Maison Allard. Située place Wilson cette maison de style Art nouveau, caractérisée par une façade animée par un jeu harmonieux et coloré des matériaux[42].
- Maison communale. La première maison communale, située à côté de l'église sur la place de la Madeleine, avait été construite en 1843. Au début du XXe siècle, le bâtiment présentait déjà des signes de vétusté[43]. La deuxième maison communale était située sur la place Wilson, aujourd'hui remplacée par la salle omnisports. Le projet de construction d'une nouvelle maison communale a été abandonné[44]. C'est en 1971 que l'administration communale a acquis le bâtiment de la société du Gouffre, avant la fusion des communes en 1977[44].
- Bâtiments et entrepôt de l'ancienne firme commerciale de « L'Elan », rue Grégoire Soupart. Le bâtiment a été rénové et abrite l'académie des beaux-arts de Châtelet qui a déménagé en septembre 2024[45].
- Anciens bâtiments du puits no 10 de la société du charbonnage du Gouffre.
- La gare. La première gare de Châtelineau a été construite vers 1860. Elle se trouvait entre l'écluse et la brasserie du Faleau[46]. Édifice de style éclectique datant de 1911[47].

##### Monuments
- Monument aux morts des deux guerres. Après la guerre de 1914-1918, la commune de Châtelineau a fait construire, aux Six Bras, un monument en hommage aux soldats locaux tombés au Champ d'Honneur. Conçu par l'architecte André Mineur de Namur, ce monument a été déplacé à la place d'Arenberg en 1966[48].
- Monument aux marcheurs, monument dédié aux marcheurs de la Marche de la Grande Terre Notre-Dame de Rome, il se situe à l'angle des rues Ferrer et de la Loi.
- Monument à Louis Dumont, il est situé dans la cité Louis Dumont.
- Sur le rond-point près du Cora, il y avait un tram placé dans les années 1990 qui était surnommée « Pimpon » qui a été démoli en septembre 2016[49],[50]. Aujourd'hui une stèle dédiée « Au Emigrés Castelterminesi » est érigé sur le rond-point en hommage des mineurs expatriés et pour les dix ans du jumelage de Châtelet avec la ville de Casteltermini en 2019[51],[52]. Une autre stèle similaire a été installée dans la ville de Casteltermini[51].
- Buste d'un mineur, se trouve sur un rond-point près du cimetière de Châtelineau-centre.
- Monument de Louis Van Laere, il est situé dans la ville portant le même nom et a pris en charge la gestion du Foyer Moderne à partir de 1922[53].

### Culture

#### Marche folklorique
Notre-Dame de Rome (Marche impériale de la grande terre) célébré le dernier dimanche du mois d’août. Fondée en 1946, elle honore la mémoire du régiment formé en 1808 par le duc d'Arenberg ainsi que celle des troupes napoléoniennes qui ont traversé la commune le 15 juin 1815.

## Enseignement

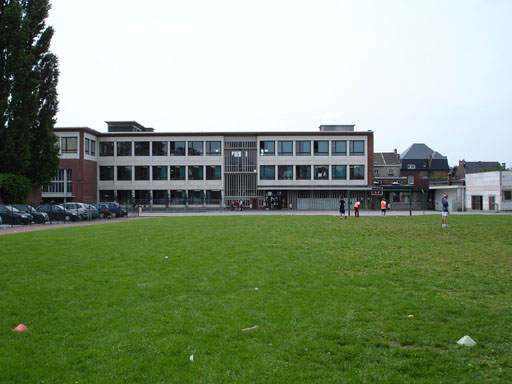
Le collège Pie X.

Châtelineau possède des écoles : académie de musique, place Wilson, Institut Sainte-Marie, place d'Arenberg, Collège Episcopal Saint-Pie 10, rue Llyod George, école primaire et gardienne Sainte-Marie, rue Llyod George, école Saint-Barthélemy, rue Adolphe Chif, école du Grand Chêne,, rue de la Plaine (Taillis-Pré), école Hayettes-Solvay,, rue Sainte-Anne, groupe scolaire Destrée,, rue du Sart-Allet.

### Implantations
Groupe scolaire Destrée implantation Charbonnages,, rue des Charbonnages, Groupe scolaire Boubier implantation Gendebien,, rue Gendebien.

## Économie

### Chemin de fer
En 1854, le chemin de fer reliant Morialmé à Châtelineau entre en service. Initialement conçu pour transporter aux usines de Châtelineau les minerais de fer extraits près de Morialmé et les castines provenant de Bouffioulx, il deviendra par la suite la ligne ferroviaire de Châtelineau à Givet,. La gare de Châtelineau était un important nœud ferroviaire où se croisaient la ligne internationale Paris-Cologne et celle reliant Givet à Bruxelles et Anvers. La ligne 130 de Namur à Charleroi, dite ligne de la Basse-Sambre passe dans les communes de Farciennes, Tamines, Auvelais (Sambreville), Jemeppe-sur-Sambre, Floreffe et Namur. Ligne 138 Châtelet-Florennes, aujourd'hui disparue. Elle traversait les communes de Bouffioulx, Acoz, Gerpinnes, Hanzinne, Hanzinelle, Morialmé et Florennes.

### Industries de l'époque
La principale industrie de Châtelineau au XVIe siècle était la fabrication de clous.

#### La société des Hauts Fourneaux, Usines et Charbonnages de Châtelineau

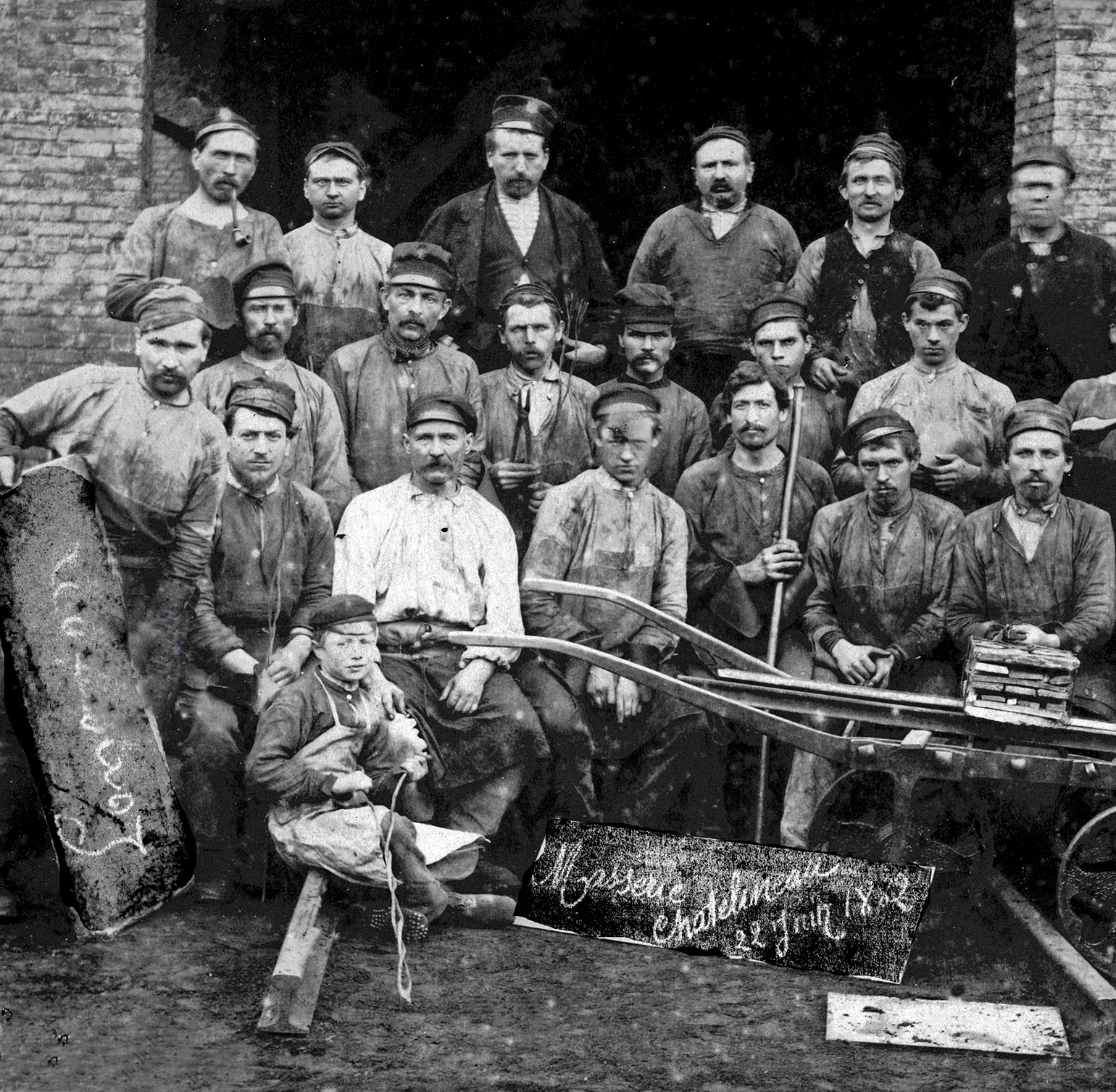
Groupe de massiers de Châtelineau en 1882.

La société des Hauts Fourneaux, Usines et Charbonnages de Châtelineau a été créée en juillet 1829 par Léon Willmar, Jean-Pierre Willmar, John Cockerill, Gustave Pastor et Jean-Baptiste Gendebien. En 1852-1853, elle installe un atelier de construction mécanique qui lui appartient entièrement, mais partage les bénéfices réalisés avec Clémentin Deneubourg, directeur de l'atelier. Le 1er janvier 1866, via la société en nom collectif Gustave Dumont et Cie, Châtelineau fusionne avec la Société Anonymie des Hauts Fourneaux, Usines et Charbonnages de Marcinelle et Couillet.
À cette époque, l'entreprise emploie 1 134 ouvriers mineurs et 984 ouvriers métallurgistes, produisant 18 300 tonnes de fer. Le 15 mars 1910, Hippolyte Renson, industriel à Ham-sur-Heure, achète les installations, et le 18 février 1911, une nouvelle société anonyme appelée Usines de Châtelineau est fondée.
Renson apporte ses installations en nature à cette société, recevant en échange 2 000 actions de 500 francs chacune dans un capital social de 4 millions de francs. Ces fonds permettent la construction d'une nouvelle aciérie Thomas et la remise en activité du second haut fourneau. À la fin de 1911, la production atteint 95 000 tonnes de fonte et 40 000 tonnes d'acier brut.

#### La Société Anonyme du charbonnage du Gouffre

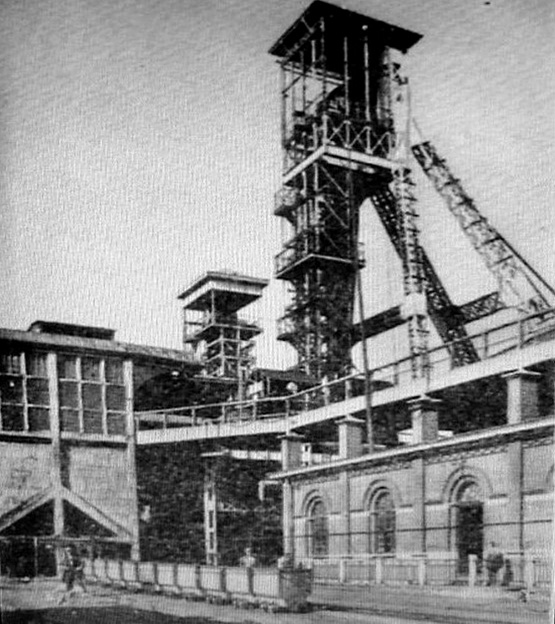
Puits no 7 de la Sté Âme du Gouffre.

Le Gouffre était une société charbonnière majeure de la région de Châtelet. Toutefois, il n'est pas simple de retracer systématiquement l'histoire des nombreux puits qu'elle a exploités. Malgré cela, voici une synthèse des principaux sites d'exploitation qui ont marqué, au fil des années, l'activité industrielle de ce charbonnage.
En 1874, la société du Gouffre acquiert la fosse Maton, qui comprenait déjà la fosse Thomas située au Taillis-Pré (en activité de 1855 à 1873). Précédemment, en 1855, les propriétaires de la fosse Thomas avaient acheté la fosse du Grand Chêne, aussi appelée de Soleilmont, qui avait été intensément exploitée entre 1806 et 1847.
Le charbonnage a fermé ses portes le 15 juillet 1969, et sa mise en liquidation a été publiée au Moniteur Belge le 16 janvier 1971.

##### Les principaux puits de la concession sur Châtelineau

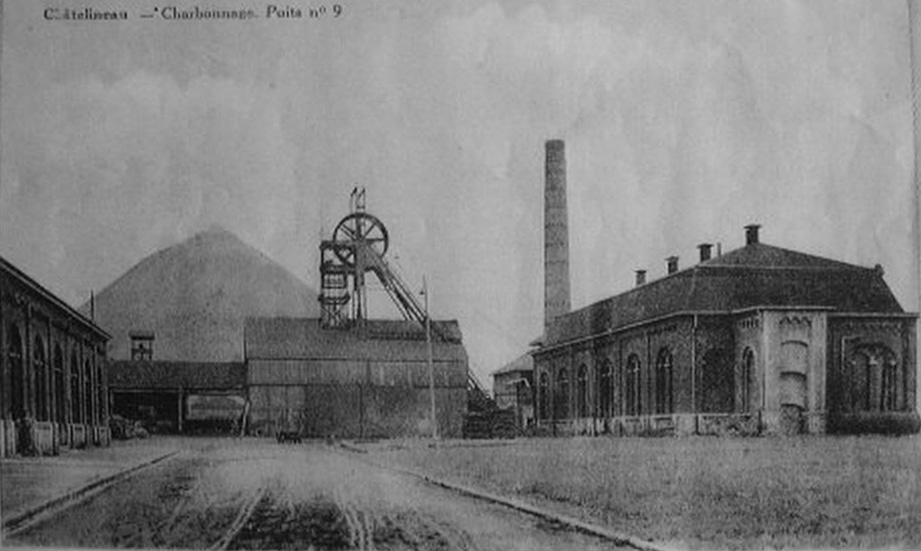
Le puits no 9 de la société du Gouffre.

Puits no 3, rue Gendebien, puits no 5, emplacement sur l'actuelle Intermarché, près de l'église Saint-Barthélemy, puits no 6, puits no 7, rue des Charbonnages, puits no 8, puits no 9, rue Pirmez, puits no 10, rue du Fayt, arrête son extraction, le 31 mars 1969.

#### La Société Anonyme du charbonnage du Trieu-Kaisin
L'un des plus anciens actes de concession liés à l'exploitation houillère de la mine du Trieu-Kaisin date du 26 juin 1658. À cette époque, Marguerite de Mérode, comtesse d'Isenghien et seigneur de Châtelineau, accorde aux exploitants parchonniers Nicolas Collart, Rémy et François Jennart le droit d'exploiter toutes les veines de houille situées entre le moulin et le bois Belle Haye à Châtelineau, moyennant une somme annuelle de vingt florins.
En 1808, le Trieu-Kaisin fusionne avec une exploitation voisine appelée « Grand Forêt ». Les deux sociétés réunies forment alors une concession de 454 ha, 96 a et 53 ca. Le 29 juin 1886, cette société civile devient une société anonyme sous le nom de « Société Anonyme des Charbonnages du Trieu-Kaisin à Châtelineau ».
Les bâtiments qui abritaient les bureaux et ateliers du Trieu-Kaisin ont été construits en 1865, près de l'ancienne forge du charbonnage de Forest. En 1978, le site a été entièrement assaini pour accueillir la grande surface Cora City. Au fil des années, les puits d'extraction ont fermé progressivement. Le puits no 1 des « Viviers » a cessé toute activité le 27 juin 1959, et le 24 mars 1967, ce fut au tour du no 8 « Pays-Bas », dernier site en activité du charbonnage du Trieu-Kaisin.

##### Les principaux puits de la concession
Les puits no 1 et 2, dits des Viviers, commune de Gilly, desservis par la gare de Gilly-Sart-Culpart, le puits no 4 dit de Sébastopol sur Châtelineau, le puits no 6, dit de la Duchère, sur Montignies-sur-Sambre, le puits no 8, dits des Pays-Bas, sur Châtelineau, desservi par la gare de Montignies-Formation.

#### Anciennes industries

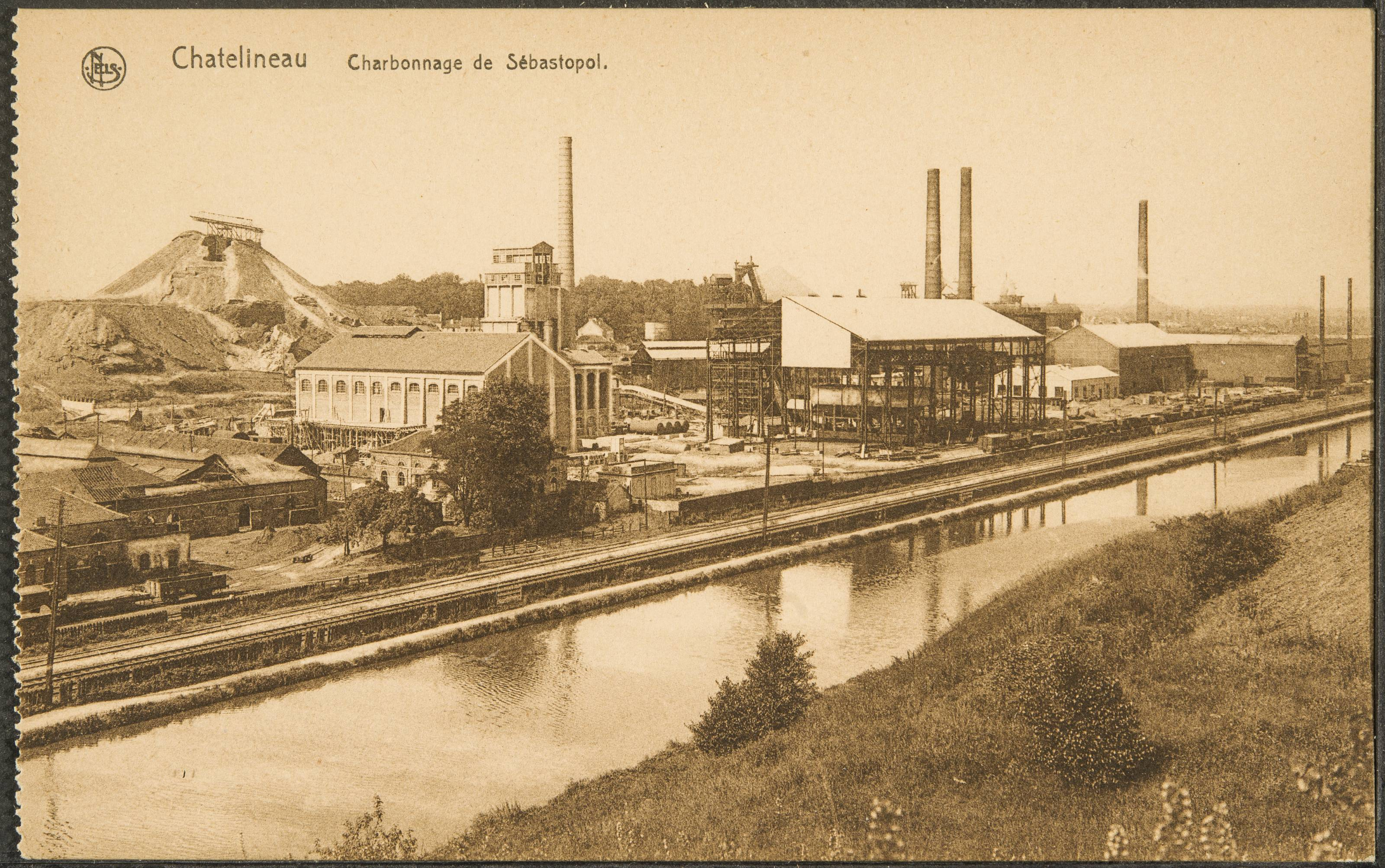
Carte postale illustrant les Usines de Sambre et Moselle.

Les Hauts Fourneaux du Sud, Laminoirs de Couillet et Châtelineau, Fonderie Jacques Léon & Fils, Fonderie de Fer, Société Métallurgique de Sambre et Moselle, Laminoirs du Phénix, Fabrique d'Agglomérés de Châtelineau, Tannerie Corroirie Jules Demotte, S. A. des Tréfileries et Laminoirs de Châtelineau, les Laminoirs Schumacker, Société Anonyme du Laminoir de la Concorde.

### Industries actuelles

#### Laminoir sidérurgique Aperam stainless Belgium (ex-Carlam)
En 1976, la société Hainaut-Sambre crée la Société Carolorégienne de Laminage, appelée « Carlam » et un laminoir à chaud est construit sur les bords de Sambre à Châtelet. En 1981, Hainaut-Sambre fusionne avec Cockerill et la société devient une filiale de Cockerill-Sambre. En 2001, le nouveau groupe Arcelor absorbe Cockerill-Sambre et décide d'investir massivement dans le bassin carolorégien en y installant sur le site de Carlam une aciérie électrique inox. Celle-ci est inaugurée en 2005. Arcelor devient par la suite Arcelor-Mittal qui, en 2011, crée une spin-off, le groupe sidérurgique Aperam, notamment implanté à Châtelet. Châtelet reste ainsi un pôle important de la sidérurgie belge et européenne.
Le laminoir à chaud du groupe international Aperam à Châtelet est l'un de plus grands d'Europe et produit une tonne d’acier inoxydable sur quatre en Europe. Cet outil a une capacité de production de 2.8 millions de tonnes d'acier par an. En 2022, 750 personnes travaillent sur le site de Châtelet chiffre auquel il faut ajouter 200 personnes en sous-traitance. En 2017, 15 millions d'euros ont déjà été investis sur le site d'Aperam à Châtelet. Deux moteurs au cœur des dégrossisseurs qui aplatissent les plaques d'acier chacun une puissance de 12 Mégawatts ont ainsi été installés. Le laminoir de Châtelet, gros consommateur d'énergie fossile, s'est engagé dans un processus de réduction de son empreinte énergétique et environnementale. Dans le processus de fabrication, la gamme d'acier Aperam infinite est fabriquée avec jusqu’à 98 % de matériaux recyclés, permettant de réduire jusqu’à 85 % les émissions de CO2 par rapport aux normes de l’industrie, avec de l’énergie renouvelable, des minerais d’origine durable et de la biomasse de charbon de bois.
En 2024, deux projets d'investissement sont envisagés dans le cadre de la stratégie de décarbonation d'Aperam : la construction d'une centrale Organic Rankine Cycle (ORC) pour valoriser la chaleur des fumées et l'installation sur le site d'un traitement thermique pour réduire directement la consommation énergétique. Les deux projets permettraient d'importantes économies d'énergie et réduiraient les émissions de CO2. Ils pourraient se concrétiser avec le concours des pouvoirs publics.

#### Port autonome de Charleroi
Port de Praye-nord :  concession d'exploitation à Aperam stainless Belgium.

### Commerces et marché

#### Commerces actuels
Le centre commercial Shopping Cora Châtelineau, à l'emplacement des bureaux du Trieux-Kaisin, Tournesols, magasin de jardinage et de décoration, Brico Planit, magasin de bricolage, Décathlon, magasin d'articles de sport. Il y a aussi dans le centre de Châtelineau des petits magasins. Un nouveau complexe commercial dénommé « Frunpark » et construit sur le site des Mottards près du Cora.

#### Commerces disparus
Des entreprises avaient leurs sièges sociaux à Châtelineau : Brasserie du « Faleau », Manufacture Générale de Tabacs, Cigares, Cigarettes & Rolles, les magasins L'Elan, dont le siège social se trouvait à la rue Grégoire Soupart. Le nom de l'entreprise se trouve encore sur le mur au-dessus du portail, Carlo & Fils, déclaré en faillite le 25 mai 2020. Cultura, magasin de produits culturels dont l'ouverture a eu lieu en 2021 et sa fermeture définitive a eu lieu en 2023.

#### Marché
Marché hebdomadaire chaque samedi.

### Santé

#### Maisons de repos
Maison de repos « Le Sart-Allet », rue du Sart-Allet, Le Centenaire, rue Gendebien, Résidence « Les Peupliers », rue Wimart.

### Transports

#### Bus
Châtelineau est sillonnée par les lignes 14, 17, 25, 28, 29, 35, 62, 154, 155, 156, 158, 172 et 710 exploités par les TEC Charleroi.

#### Métro
Châtelineau sera desservie par la ligne M5 du métro de Charleroi en 2026, il dessévera le nouveau hôpital des Viviers et la station Corbeau,.

#### Train

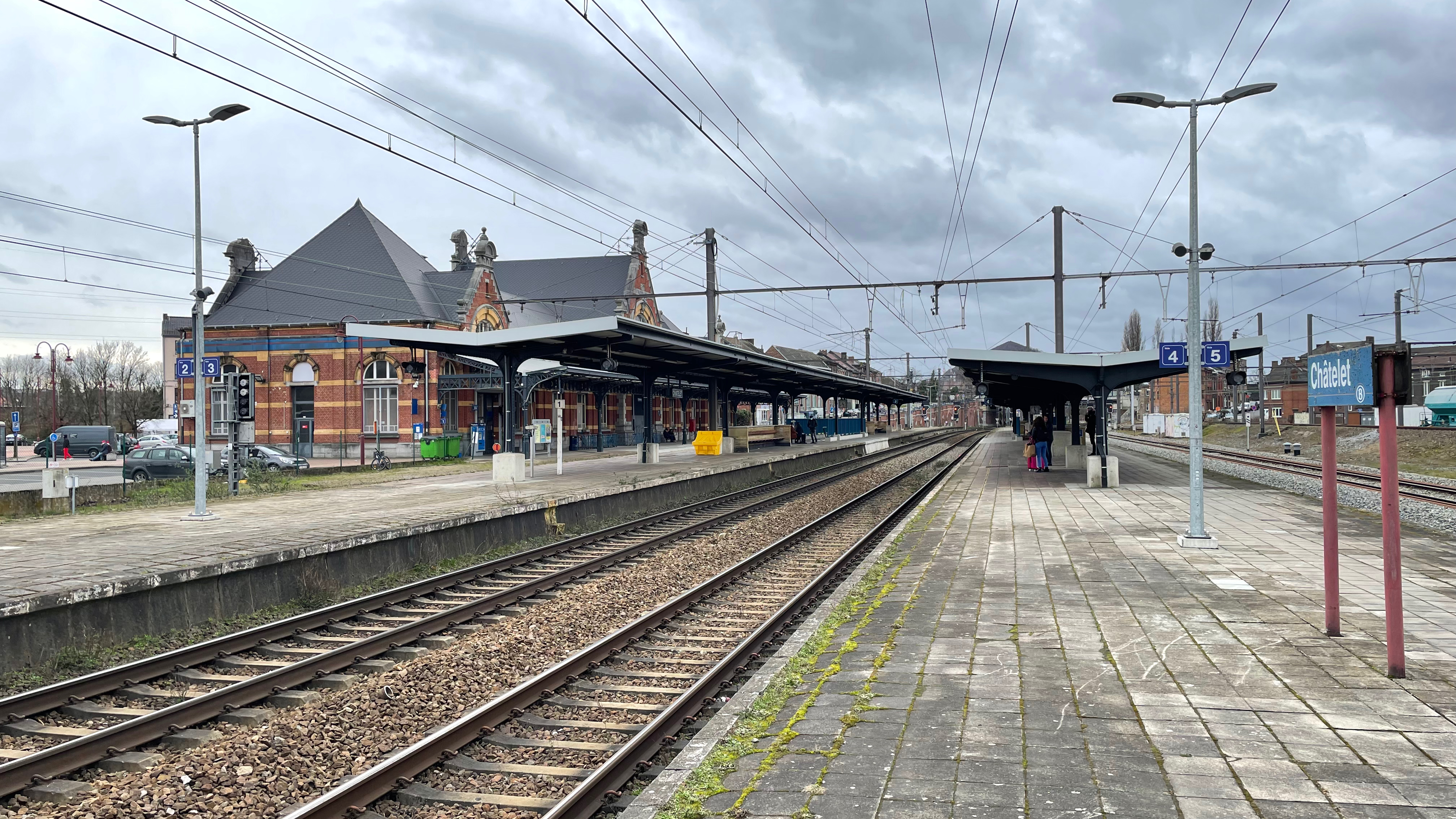
La gare de Châtelet.

#### Routes
Châtelineau est traversée par les routes N90 Mons-Liège, N569 Châtelet-Fontaine-l'Evêque en interrompue à Jumet, N571, Farciennes-Châtelineau et par la N29 Charleroi-Beringen. Châtelineau est aussi traversée par le grand ring de Charleroi (R3).

## Galerie

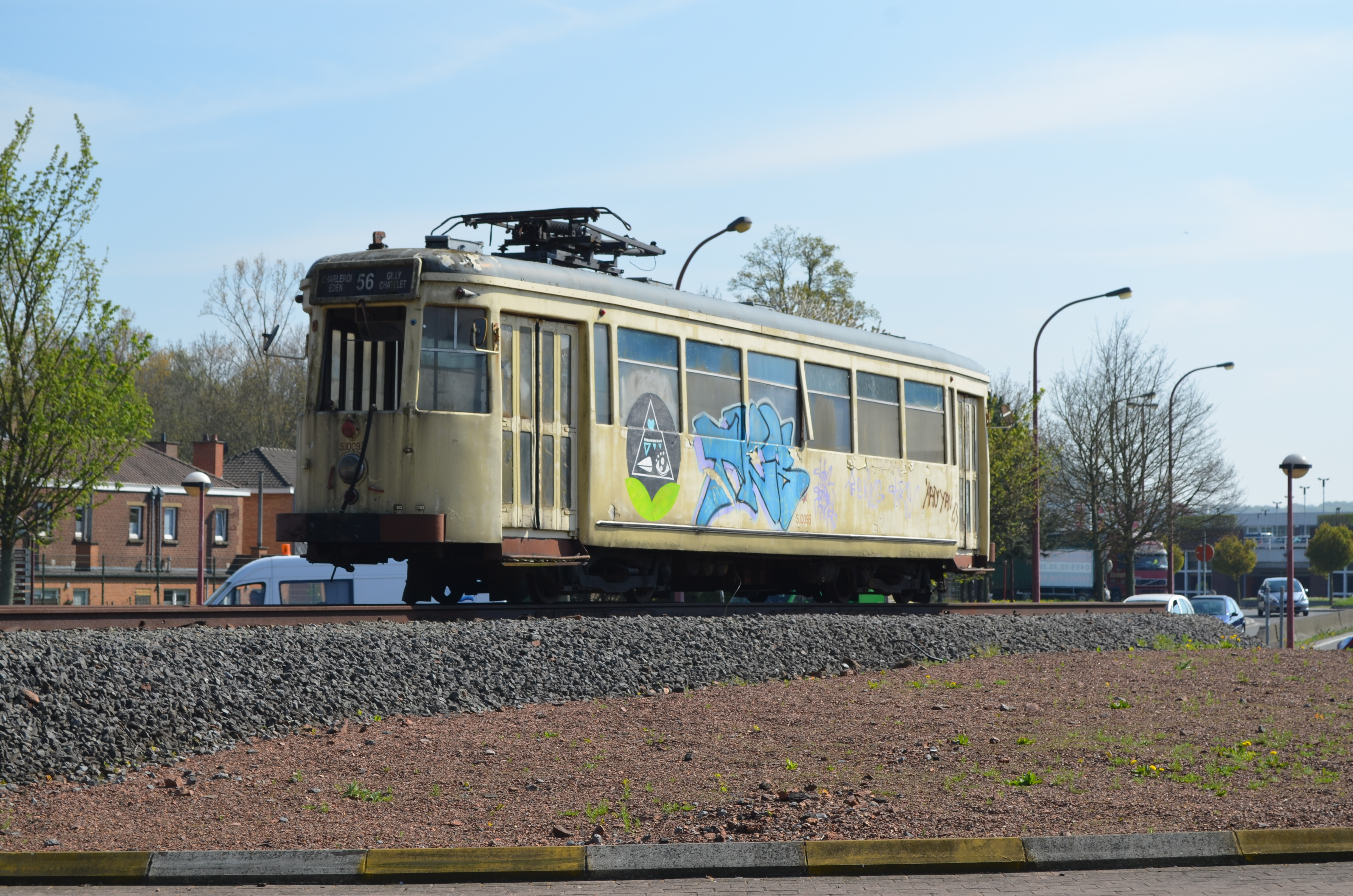
L'ancien tram qui était exposé sur le rond-point près du centre commercial Cora, démonté en 2016.
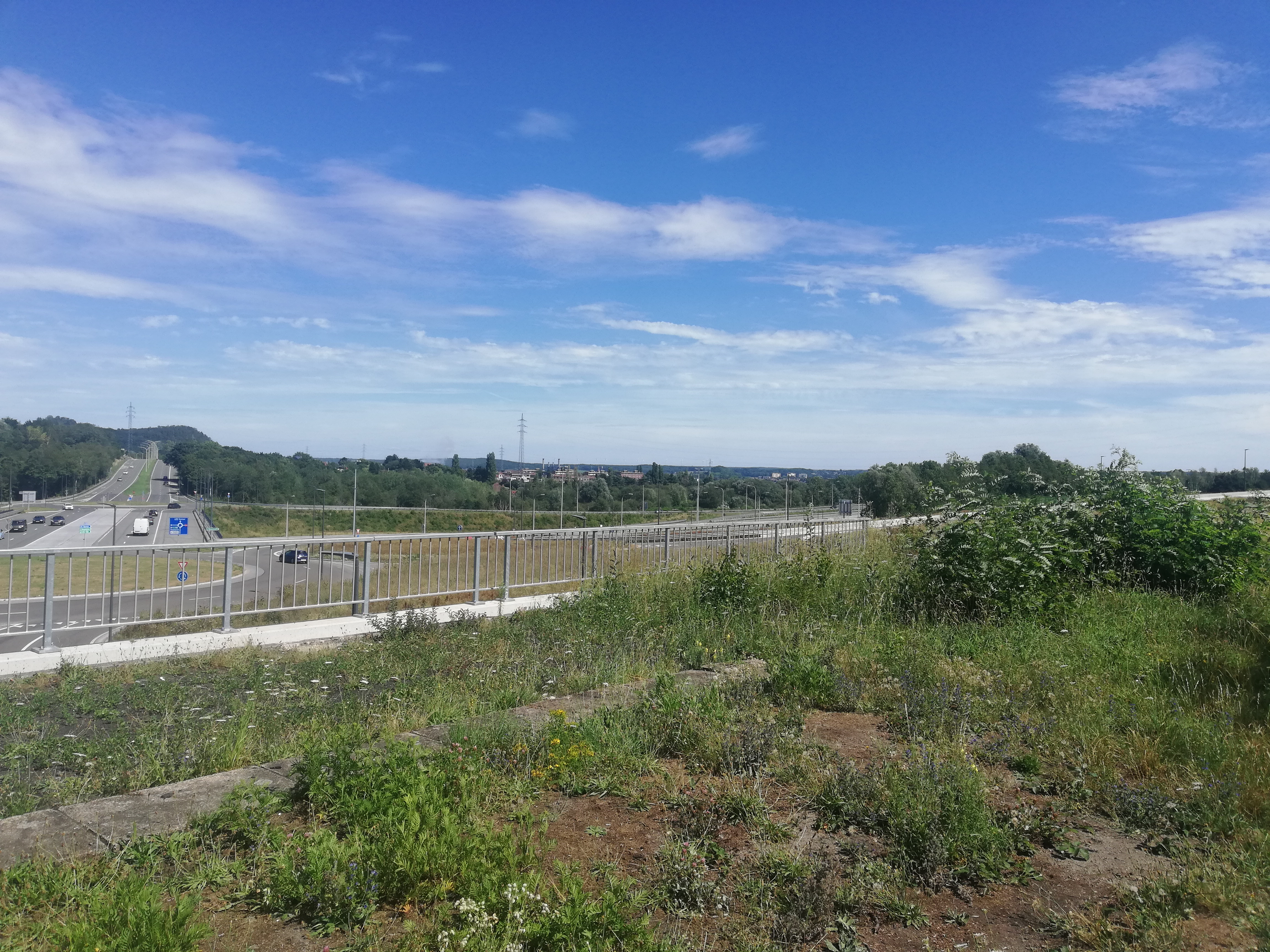
Vue depuis le pont du nouvel hôpital.
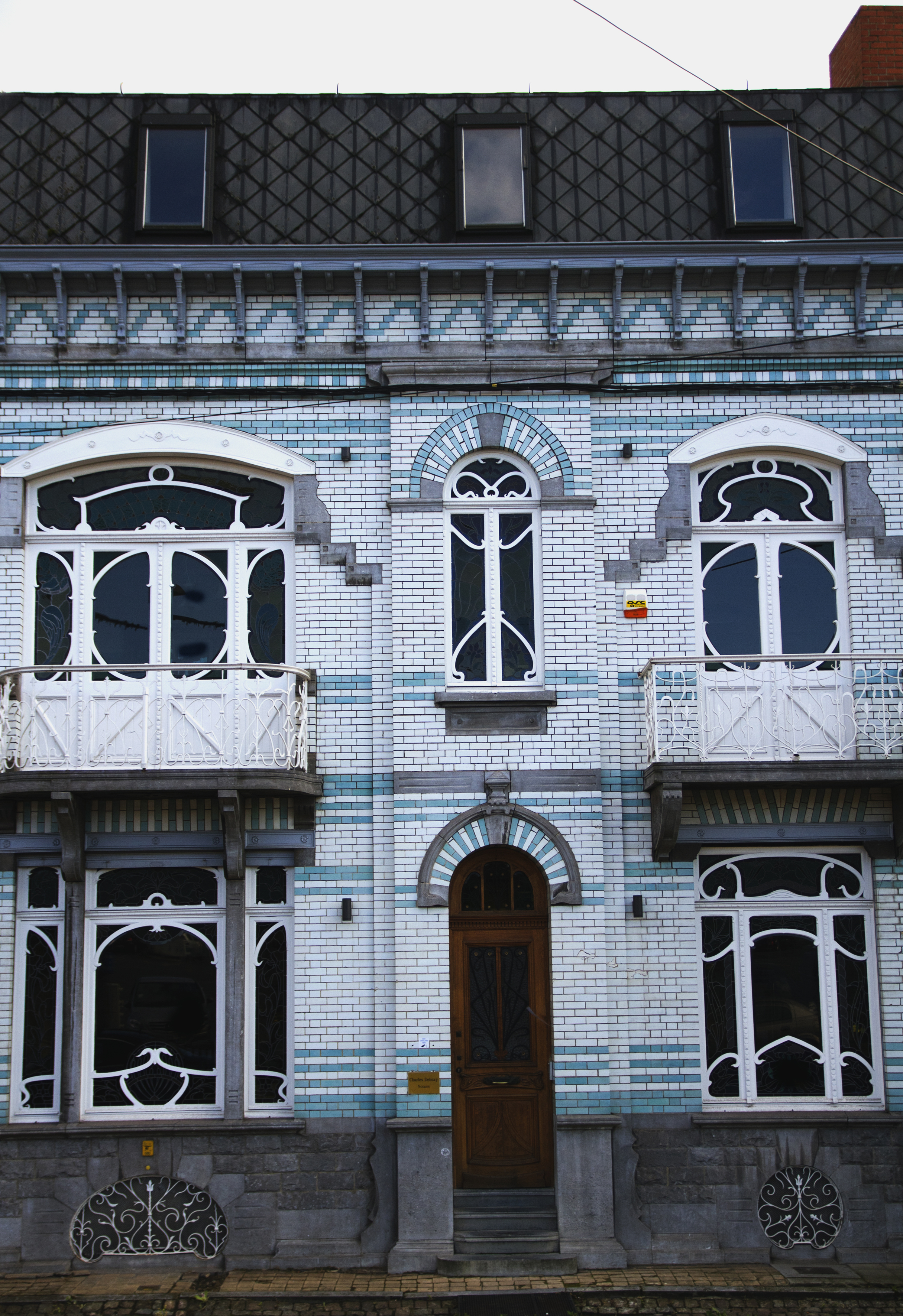
La maison Allard sur la place Wilson.

## Lieux publics

### Parc
Parc de la Grande Terre, rue des Hayettes.

### Cimetières
Châtelineau possède trois cimetières : cimetière de Châtelineau (centre), qui possède des sépultures de guerre belges, rue de la Croix, cimetière de la Floche qui possède des tombes de combattants de 1940-1945, rue des Haies, cimetière de Taillis-Pré, rue des Masuirs.

## Sports et vie associative

### Sports

#### Clubs
Football Club Châtelineau, fondé en 1925 et disparut en 1937. Royal Châtelineau Sport fondé en 1925 et disparut en 2009. AS Châtelineau fondé en 1976 s'appelait avant AS Panama Roselies, Union Athlétique Châtelineau.

#### Infrastructures
Complexe sportif, place Wilson, stade du Taillis-Pré.

## Personnalités liées à Châtelineau
- Léonard Pirmez, (1768-1866), astronome[97].
- Eudore Pirmez (1830-1890), docteur en Droit de formation, il fut député et ministre de l'intérieur.
- Grégoire Soupart (1841-1906), docteur en médecine et bourgmestre de Châtelineau 1888 à 1906.
- Fernand Allard (1878-1947), missionnaire jésuite, y est né.
- Claude Barzotti, (1953-2023), chanteur de variétés italo-belge[98].
- Alpaslan Beklevic, bourgmestre de Châtelet, en décembre 2024 et réside à Châtelineau[99],[100].